# Bulbophyllum microtepalum
Bulbophyllum microtepalum là một loài phong lan thuộc chi Bulbophyllum.